# Зарембо, Дионисий Фёдорович
Дионисий Фёдорович Зарембо (1797—1855) — русский военный моряк, участник кругосветных путешествий, исследователь Русской Америки, капитан первого ранга (1849).

## Биография
Родился в 1797 году в семье дворянина Могилёвской губернии.
В 1814 году окончил Балтийское штурманское училище.
В 1816—1818 годах плавал помощником штурмана на корабле Российско-американской компании «Суворов» (под командой 3. И. Понафидина) из Кронштадта в Русскую Америку вокруг мыса Горн и обратно тем же путём, совершив своё первое кругосветное путешествие. 14 (26) апреля 1819 года произведен в штурманские помощники 14-го класса.
В 1819—1821 годах совершил второе кругосветное плавание с заходом в Русскую Америку на компанейском корабле «Бородино» (снова под командой Понафидина).
1 (13) марта 1822 года был произведён в мичманы. В 1822—1824 годах служил на берегу в Кронштадте в 21-м флотском экипаже.
В 1825 году штурманом на бриге «Ревель» ходил в Финском заливе.
В феврале 1826 года откомандирован в Российско-американскую компанию и через Сибирь отправился в Охотск, а оттуда на компанейском бриге «Финляндия» 8 октября прибыл в Ново-Архангельск. 22 февраля (5 марта) 1828 года произведен в чин лейтенанта.
В 1827—1838 годах плавал в Тихом океане, командуя различными кораблями Российско-американской компании, исследовал архипелаг Александра у западного берега Северной Америки (в заливе Аляска). Построил по заданию Ф. П. Врангеля Дионисиевский редут (названный первоначально в честь его основателя «редутом Св. Дионисия») на континентальном берегу Америки в низовьях реки Стахин и несколько других русских укреплений. В 1831 году командовал бригом «Уруп», на котором по указанию Врангеля плавал из Ново-Архангельска в Охотск. В 1833 году командовал бригом «Чичагов».
6 (18) декабря 1837 года Зарембо произведен в чин капитан-лейтенанта. За прошедшие три года он построил ещё два порта севернее Дионисиевского.
В 1839 году, командуя бригом «Байкал», перешёл в Охотск и оттуда, проехав через всю Сибирь, сухопутным путем прибыл в Санкт-Петербург, в Кронштадт, а в 1840 году, командуя кораблем «Наследник Александр», снова перешел из Кронштадта вокруг мыса Горн в Русскую Америку, завершив таким образом своё очередное кругосветное плавание. Был назначен помощником правителя Российско-американской компании А. К. Этолина с производством 1 (13) июля 1842 года в капитаны 2-го ранга.
В 1841 году был посредником в продаже форта Росс, которым Россия владела в Калифорнии. Продолжал свои гидрографические исследования в Беринговом море и заливе Аляска.
3 (15) апреля 1849 года он был произведён в капитаны 1-го ранга, в 1850 году был награждён орденом Святого Георгия 4-й степени (№ 8363), а 12 (24) декабря 1851 года вышел в отставку.
Сдав дела, Зарембо уехал в Санкт-Петербург через Сибирь. Некоторое время сотрудничал с Русским географическим обществом.
В 1855 году заболел и скоропостижно скончался; точное место смерти неизвестно. Узнав о его смерти, Ф. П. Врангель горько заметил: «Зарембо столько сделал для нашего Отечества, что мог бы стать в ряд с выдающимися исследователями Северной Америки, но, увы, он ушёл из жизни как скромный морской офицер».

## Память
- Именем Дионисия Фёдоровича Зарембо назван остров Зарембо (Тихий океан, Аляскинский залив, Юго-Восточная Аляска), который был открыт им в 1830-х годах[5][6].